# حالا داریم بهم می‌زنیم
حالا داریم بهم می‌زنیم (کره‌ای: 지금, 헤어지는 중입니다; لاتین‌نویسی اصلاح‌شده: Jigeum, Heeojineun Jungibnida) یک مجموعه تلوزیونی ساخت کره جنوبی در سال‌های ۲۰۲۲–۲۰۲۱ است.

## خلاصهٔ داستان
ها یونگ اون(سونگ هه-کیو) یک طراح مد با استعداد است که ده سال پیش نامزد خود را در یک حادثه رانندگی ازدست می‌دهد. پس از ده سال به‌طور اتفاقی با برادر نامزدش(جانگ کی-یونگ) روبه رو می‌شود درحالیکه او را نمی‌شناسد. آن دو نسبت به هم علاقه پیدا می‌کنند تا اینکه‌ها یونگ اون متوجه نسبت او با نامزد سابقش می‌شود و…

## بازیگران
| نام          | کاراکتر      |
| ------------ | ------------ |
| سونگ هه-کیو  | ها یونگ اون  |
| جانگ کی-یونگ | یون جائه گوک |

| نام           | کاراکتر        |
| ------------- | -------------- |
| سهون          | هوانگ چی هیونگ |
| چوی هی سو     | هوانگ چی سوک   |
| کیم جو هون    | سوک دو هون     |
| پارک هیو جو   | جون می سوک     |
| یورا          | هیه رین        |
| یون نا مو     | کواک سو هو     |
| جو جین مو     | نماینده هوانگ  |
| جانگ هیوک-جین | گو گوانگ سو    |
| ها یونگ       | جونگ سو یونگ   |
| سونگ یو هیون  | اوه این آه     |
| یون جونگ هی   | شین یو جونگ    |
| چا هوا یون    | مین هیه اوک    |
| شین دونگ-ووک  | یون سو وان     |